# A Valley Without Wind
A Valley Without Wind è un videogioco in stile avventura dinamica ispirato a titoli classici delle console a 16 bit degli anni precedenti come Castlevania o Metroid. Il videogioco è stato reso disponibile per il download digitale in versione per Microsoft Windows e macOS il 24 aprile 2012. Il titolo è sviluppato e pubblicato da Arcen Games.

## Modalità di gioco
A Valley Without Wind è un gioco a scorrimento laterale 2-D che consente ai giocatori di esplorare un vasto mondo generato proceduralmente. A differenza di altri giochi simili, la difficoltà ha una progressione logica e sono presenti una lista di controllo e suggerimenti per assistere il giocatore. L'obiettivo principale è sconfiggere l'Overlord e salvare il continente. Il giocatore può  svolgere missioni per ottenere nuovi incantesimi e vagare per l'ambiente per trovare missioni segrete e ottenere oggetti. Ha inoltre la possibilità di personalizzare il proprio personaggio con diversi incantesimi per adattarli al proprio stile di gioco. Inoltre è possibile salvare le persone e renderle parte dell'insediamento del giocatore, il che consente di inviarle in spedizioni. Una volta che il giocatore salva un continente dall'Overlord, appare un nuovo continente più grande. Il gioco si adatta a come gioca il giocatore, e i mostri e le missioni si aggiornano in base alle competenze dell'utente. La morte di un personaggio in questo gioco è permanente, ma tutto l'inventario, gli incantesimi e i progressi generali vengono salvati.

## Accoglienza
| Testata               | Giudizio |
| --------------------- | -------- |
| Metacritic (media al) | 54/100   |
| Eurogamer             | 5/10     |
| GameSpot              | 5,5/10   |
| IGN                   | 5,5/10   |

A Valley Without Wind ha ricevuto recensioni contrastanti. IGN ha definito il gioco "mediocre". Leif Johnson, un revisore della testata, ha affermato: "L'appeal delle sue impostazioni generate casualmente svanisce rapidamente, la generazione di livelli procedurali annulla la sensazione di avere un impatto sul mondo e l'assenza di qualsiasi tipo di storia avvincente o livelli progettati brillantemente alla fine rende l'esplorazione una noia". Tuttavia, Johnson ha elogiato l'enorme numero di incantesimi e personalizzazioni che l'utente ha a disposizione. Tom McShea di GameSpot ha criticato anch'egli il design della mappa, definendolo confuso e mal progettato, e ha affermato che rendesse facile perdersi.